# Consorzio dei Comuni della Valle d'Aosta
Il Consorzio dei Comuni della Valle d'Aosta – Bacino imbrifero montano della Dora Baltea (in francese, Consortium des Communes de la Vallée d'Aoste - Bassin de la Doire Baltée) è un ente di controllo sulla gestione del servizio idrico della regione autonoma Valle d'Aosta.
Istituito a seguito della Legge 27 dicembre 1953 n. 959, è stato delegato con L.R. n.27 del 1999 a gestire le competenze dell'Ambito territoriale ottimale Valle d'Aosta.